# Ena Pá 2000 - 20 Anos a Pedalar na Bosta
Ena Pá 2000 - 20 Anos a Pedalar na Bosta é um DVD duplo da banda portuguesa Ena Pá 2000. Além do concerto gravado no palco lisboeta Paradise Garage, os DVDs incluem três videoclips das bandas Irmãos Catita, Corações de Atum e Ena Pá 2000, o documentário "O Candidato Vieira? Campanha Presidencial?", e as participações do vocalista Manuel João Vieira no Herman SIC e no Cabaret da Coxa.

## Faixas
1. A Portuguesa, Ver. Phill Mendrix
2. Um Gajo Muita Fixe
3. A Luta Continua
4. Ménage à 3
5. Sexo Na Banheira
6. Paneleiro
7. Rap Alentejano
8. Quero Foder Contigo
9. Semi-Tango
10. Portugal Alcatifado
11. Discurso Candidato Vieira
12. Happy Erections Mr. President
13. Discurso Tony Barracuda
14. Eu Já Mi Vim
15. Fim De Semana Em Vizela
16. Dr. Bayard
17. Emigrante
18. Bahum
19. Vida De Cão
20. És Cruel
21. Bacamarte
22. Telephone Call
23. Puta
24. Marilú
25. (hidden)